# Coco Gauff
Cori Dionne "Coco" Gauff (Atlanta, 13 de marzo de 2004) es una tenista estadounidense. Su mejor clasificación ha sido la número 2 en individuales y la número 1 en dobles, según la clasificación de la Asociación de Tenis Femenino (WTA). Gauff ha ganado diez títulos individuales en su carrera, incluyendo dos torneos de Grand Slam: el Abierto de Estados Unidos en 2023 y el Torneo de Roland Garros en 2025, así como las Finales de la WTA en 2024. También ha conseguido nueve títulos en dobles, entre ellos Roland Garros en 2024, en pareja con Kateřina Siniaková.
Gauff hizo su debut en el circuito de la WTA en marzo de 2019 en el Masters de Miami a la edad de 15 años. Recibió una tarjeta de invitación para el cuadro de clasificación del Campeonato de Wimbledon de 2019, donde se convirtió en la jugadora más joven en la historia de Wimbledon en clasificarse para el cuadro principal. Allí, venció a Venus Williams en la primera ronda y avanzó hasta la cuarta.Ganó su primer título individual en el Torneo de Linz de 2019 también a los 15 años de edad, convirtiéndola en la campeona más joven en individuales desde 2004.

## Primeros años
Los padres de Gauff, Candi y Cory, son originarios de Delray Beach, Florida, pero se mudaron a Atlanta, donde ella nació. Tiene dos hermanos menores. Su padre jugó baloncesto universitario en la Universidad Estatal de Georgia y luego trabajó como ejecutivo en el sector salud. Su madre fue atleta de pista y campo en la Universidad Estatal de Florida y más adelante se dedicó a la educación. Gauff fue educada en casa por su madre.
Vivió sus primeros años en Atlanta y comenzó a jugar tenis a los seis años. Cuando tenía siete, su familia se mudó de regreso a Delray Beach en busca de mejores oportunidades de entrenamiento. A partir de los ocho años, empezó a entrenar con Gerard Loglo en la Academia New Generation. Gauff recordó:

«Los deportes en equipo nunca fueron lo mío. Me encantaba el tenis. Al principio no me entusiasmaba tanto, porque cuando era más pequeña no quería practicar en absoluto. Solo quería jugar con mis amigos. Cuando cumplí ocho años fue cuando jugué el torneo Little Mo; después de eso decidí que quería dedicarme al tenis el resto de mi vida».

Los padres de Gauff dejaron sus carreras profesionales para enfocarse en la formación de su hija. Su padre se convirtió más adelante en su entrenador principal, mientras que su madre se encargó de su educación en casa. Su padre jugó tenis limitadamente cuando era joven.
A los 10 años, Gauff comenzó a entrenar en la Academia de Tenis Mouratoglou en Francia, dirigida por Patrick Mouratoglou, reconocido por ser el entrenador de Serena Williams durante muchos años. Mouratoglou comentó:

Siempre recordaré la primera vez que vi a Coco. Vino a la Academia Mouratoglou en 2014 para hacer una prueba y me impresionó su determinación, su capacidad atlética y su espíritu de lucha. Cuando te mira y te dice que va a ser la número uno, no puedes hacer otra cosa que creerle.»

Mouratoglou ayudó a patrocinar a Gauff a través de su fundación «Champ'Seed», creada para apoyar económicamente a jóvenes talentos que no contaban con los recursos necesarios para costear entrenamientos de alto nivel.
Gauff ganó el título nacional sub-12 de la USTA en cancha de arcilla a los 10 años y 3 meses de edad, convirtiéndose en la campeona más joven en la historia del torneo.

## Carrera juvenil

### Campeón de individuales de US Open y de dobles en Roland Garros
Gauff es una ex número uno del mundo júnior.  Entró en el prestigioso torneo Les Petits As 14-and-under en 2016 a los 12 años y llegó a las semifinales.  Gauff comenzó a jugar en el Circuito Júnior ITF a la edad de 13 años, saltando directamente a los torneos de Grado A y Grado 1 de más alto nivel. Terminó subcampeona detrás de Jaimee Fourlis en el tercer evento de su carrera, el Campeonato de Tenis Júnior del Condado de Prince George de Grado 1 en Maryland. Fue n.º1 júnior del mundoy se convirtió en la finalista más joven con solo 13 años en la competición individual júnior femenina del Abierto de Estados Unidos 2017, perdiendo ante Amanda Anisimova, Gauff no perdió un set antes de la final.
A los catorce años de edad, ganó su primer título de Grand Slam Junior en junio de 2018 en el Abierto de Francia derrotando a su compatriota Caty Mcnally, dos años mayor que ella, por un marcador de 1-6 6-3 7-6(1).Le fue mejor en dobles en ambos torneos, llegando a las semifinales en Wimbledon con su compañera María Lourdes Carlé. En septiembre de 2018, ganó el doble júnior femenino en el Abierto de Estados Unidos con su compañera Caty McNally ganando su primer título de dobles de Grand Slam junior, derrotaron a sus compatriotas Hailey Baptiste y Dalayna Hewitt en la final, en sets seguidos. 
En septiembre de 2018, Gauff representó a los Estados Unidos en la Junior Fed Cup con Alexa Noel y Connie Ma. El equipo llegó a la final contra Ucrania. Después de que Gauff ganara su partido de individuales y Noel perdiera el suyo, Gauff y Noel ganaron la Junior Fed Cup al derrotar a Lyubov Kostenko y Dasha Lopatetskaya 11–9 en tiebreak. Gauff acabó fuerte el año 2018 ganando la división Girls, 18 y menos, de los Campeonatos de Tenis internacionales Orange Bowl. Terminó la temporada en el puesto número 2 del mundo, detrás de Clara Burel.

## Carrera profesional

### 2018-19: Primeros títulos, top 100
Gauff hizo su debut en el Circuito Femenino ITF en mayo de 2018 a la edad de 14 años como clasificatoria en el evento de $25k en Osprey, donde ganó su primer partido profesional. Recibió una invitación para la clasificación del Abierto de Estados Unidos 2018 pero perdió su primer partido cinco meses después de cumplir 14 años.  En su primer torneo de 2019, terminó subcampeona en dobles en el Midland Tennis Classic de $100k junto a Ann Li.  Dos semanas después, Gauff jugó su siguiente evento en el nivel de $25k en Surprise y llegó a la final tanto en individuales como en dobles. Terminó subcampeona en individuales y ganó su primer título del WTA Tour en dobles junto a Paige Hourigan. En marzo, en el Masters de Miami, registró su primera victoria en un partido del WTA Tour contra Caty McNally.
Gauff en el Torneo de Roland Garros fue derrotada en segunda ronda de la fase previa por la eslovaca Kaja Juvan, con un resultado de 6-3 6-3. En su debut en un cuadro principal de Grand Slam el 1 de julio de 2019

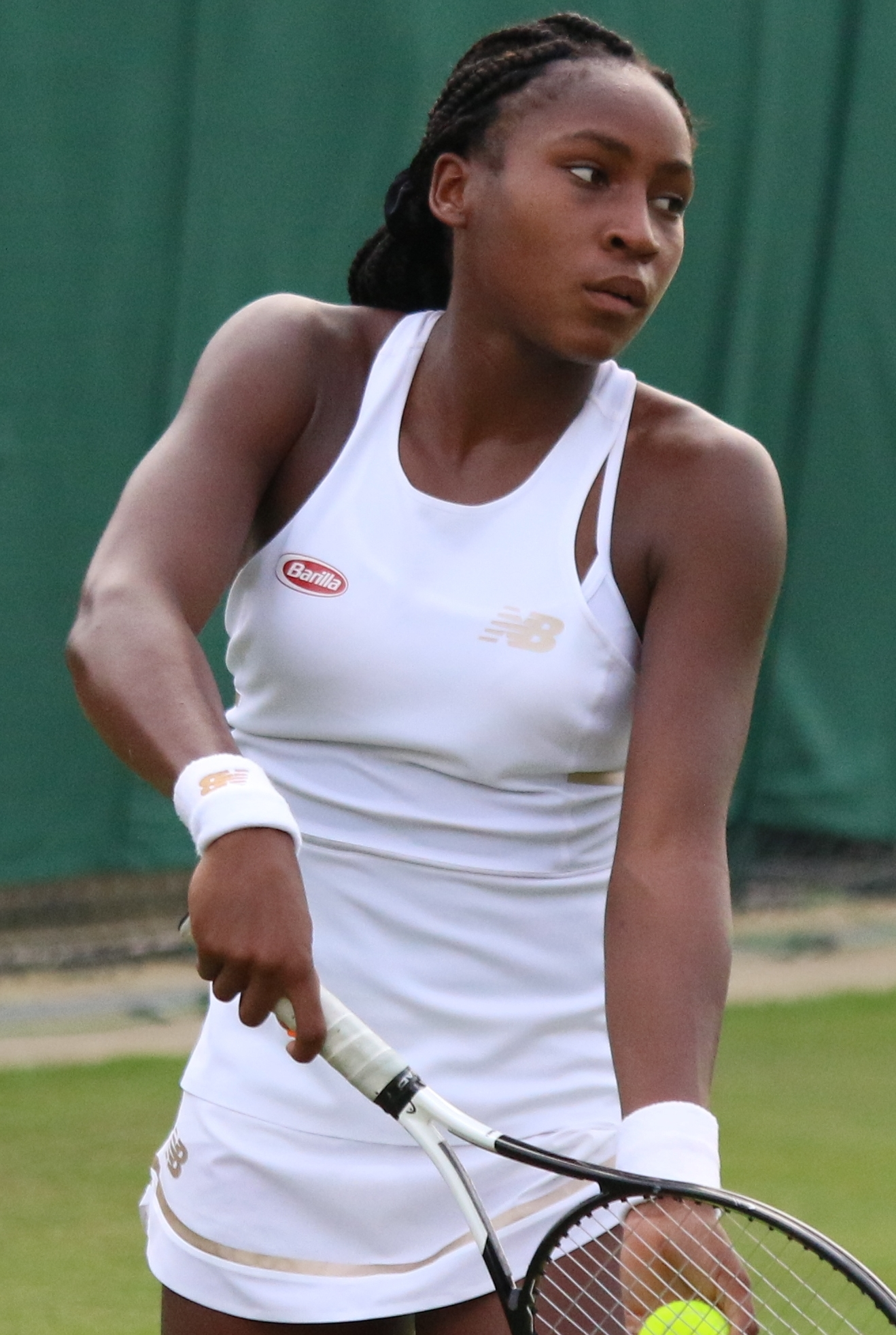
Gauff durante el Campeonato de Wimbledon en 2019.

, en Wimbledon, derrotó a Aliona Bolsova y Greet Minnen. Gauff se convirtió en la jugadora más joven en llegar al cuadro principal en Wimbledon al clasificarse en la Era Abierta a la edad de 15 años y tres meses. En su debut en el cuadro principal, derrotó a la cinco veces campeona Venus Williams en sets corridos. Era solo la segunda vez, desde el debut de Williams en Wimbledon en 1997 que ha sido derrotada en primera ronda. Se convertía así en la más joven ganadora de un partido del cuadro principal de Wimbledon desde 1991, cuando lo consiguió Jennifer Capriati.Gauff derrotó a Magdaléna Rybáriková para alcanzar la tercera ronda donde venció a Polona Hercog luego de salvar dos puntos de partido para terminar imponiéndose por 3-6, 7-6, 7-5.  La exageración que rodeó la victoria del partido de primera ronda de Gauff llevó a que su partido de tercera ronda se trasladara a la Cancha Central. Fue eliminada con una derrota en la cuarta ronda ante la eventual campeona Simona Halep, que partiendo desde la Qualy acumulaba ya seis victorias consecutivas, pero no pudo esta vez con la rumana perdiendo en set seguidos por 6-3, 6-3.  Los cuatro partidos de Gauff fueron los partidos más vistos en ESPN en sus respectivos días durante la primera semana de cobertura. Con esta actuación ascendió al puesto número 141 del mundo.

Será una rival muy dura para todas. Es muy positivo que surjan jóvenes con este talento, creo que tiene potencial para ser top 10 y ganar grandes torneos pronto.
Simona Halep

Gauff jugó en el Torneo de Washington, donde se clasificó para el cuadro principal, pero perdió en la primera ronda ante Zarina Diyas que la venció por 6-4 6-2 .Entró en el evento de dobles con McNally y derrotó a Fanny Stollár y María Sánchez en la final para su primer título WTA en su carrera en su primer WTA en dobles.  
En el Abierto de Estados Unidos, Gauff ingresó como comodín en los cuadros principales de individuales y dobles. Continuó su éxito de Grand Slam en individuales con dos victorias en tres sets sobre Anastasia Potapova donde logró darle la vuelta al resultado para derrotarla por 3-6, 6-2, 6-4 y en siguiente ronda a la húngara Tímea Babos, ambas en la cancha Louis Armstrong. Fue derrotada en la tercera ronda por la número uno del mundo y campeona defensora Naomi Osaka, la japonesa endosó un contundente 6-3, 6-0.  En dobles, Gauff y McNally ganaron dos partidos, incluida una sorpresa sobre las novenas cabezas de serie Nicole Melichar y Květa Peschke donde supieron mantener la calma en los momentos de tensión, imponiéndose por 6-3 7-6 (9).  Perdieron en la tercera ronda ante las eventuales subcampeonas Ashleigh Barty y Victoria Azarenka. 
Aunque Gauff perdió en la clasificación en el Abierto de Linz, contra Tamara Korpatsch, ante quien cayó derrotada por 6-4 6-2, en la fase previa consiguió una victoria sobre Liudmila Samsónova en un choque durísimo que se fue a un tercer set, el partido terminó con marcador 6-7, 6-2, 6-2. Entró en el cuadro principal como perdedora afortunada tras la retirada de María Sákkari, en su primer partido como lucky loser, consiguió doblegar a Stefanie Voegele en dos set, por 6-3, 7-6. En la siguiente ronda fue a más, derrotando notablemente a la cabeza de serie Kiki Bertens en los cuartos de final para su primera victoria entre las 10 mejores, además, con esa victoria entró virtualmente al top 100 del ranking WTA.Entre otros logros, la norteamericana se convirtió en la jugadora más joven en alcanzar unas semifinales WTA desde que, en 2004, Nicole Vaidisova se llevara el torneo de Taskent o ser la estadounidense más joven en alcanzar unas semifinales desde que Jennifer Capriati lo hiciera en el US Open 1991. Derrotó a Jeļena Ostapenko, para que a sus 15 años sumar su primer título como profesional, por un marcador de 6-3, 1-6 y 6-2 en una hora y 36 minutos de juego,convirtiéndose en la jugadora más joven de la WTA, en ganar un título individual desde 2004.  Con este título, así como una semifinal en dobles con McNally, Gauff hizo su debut la siguiente semana tanto en dobles como individuales en el top-100 del Ranking WTA. Luego de su victoria pasó a ubicarse en el puesto número 71 del mundo.
Gauff disputó el Abierto de Luxemburgo, siendo su último torneo de la temporada donde perdió en su debut ante la rusa Anna Blinkova por 6-4 y 6-0. En dobles junto a Caty McNally, terminaron su año con un segundo título de dobles de la WTA tras una victoria sobre Kaitlyn Christian y Alexa Guarachi. 

### 2020: Cuarta ronda en Abierto de Australia y top 50
A partir de 2020 en el Torneo de Auckland 2020, donde se ubicaba en el puesto número 69 del mundo, Gauff derrotó a Viktória Kužmová en la tercera ronda por 6-3,6-1. En su partido de cuarta ronda fue derrotada por Laura Siegemund en tres set por 5-7, 6-2, 6-3. Jugando dobles con Caty McNally, llegaron hasta las semifinales.
En el Abierto de Australia, Gauff se enfrentó a Venus Williams donde volvió a superarla una vez más al derrotarla por 7-6, 6-3. En su siguiente partido se midió ante Sorana Cîrstea en la segunda ronda venciéndola en tres set, logrando así 3 Grand Slams consecutivos en los que llegó a la tercera ronda. Derrotó a la campeona defensora y número 3 del mundo Naomi Osaka en la tercera ronda por 6-3, 6-4, para convirtiéndose en la jugadora más joven en derrotar a una top 5 del ranking WTA desde que Jennifer Capriati venció a Gabriela Sabatini en el Abierto de Estados Unidos de 1991. En la cuarta ronda, cayó derrotada ante la eventual campeona, Sofia Kenin, a pesar de ganar el primer set, sucumbió en los dos siguientes por 6-3 y 6-0. En dobles, Gauff  junto a Caty McNally registraron su mejor resultado en un campeonato de Grand Slam hasta la fecha, llegando a los cuartos de final antes de caer ante las segundas cabezas de serie y eventuales campeonas, Kristina Mladenovic y Tímea Babos en set corridos.
Debido a la Pandemia de COVID-19 Gauff no volvería a disputar un partido oficial hasta el Torneo de Lexington en agosto, Gauff se impuso, en su primer encuentro desde enero, a Caroline Dolehide por 7-5, 7-5. En las siguientes rondas venció a dos jugadoras top-50, la segunda preclasificada Aryna Sabalenka y Ons Jabeur.  En un partido de casi tres horas y ante la número 11 del mundo Aryna Sabalenka, dejó otra muestras más de que su perseverancia y competitividad vienen de serie, nacidas para la victoria, venciendo por 7-6, 4-6, 6-4 para avanzar de ronda. En los cuartos de final contra Jabeur, en el segundo set estaba debajo por 4-6 y 2-4, sin embargo, Gauff remontó para terminar ganando por 4-6, 6-4 y 6-1. En semifinales se enfrentó a su compatriota Jennifer Brady, n.º 49 del mundo, en sets seguidos.
En el Masters de Cincinnati 2020, jugado en Nueva York, Gauff perdió en la primera ronda ante la n.º 21 del mundo, María Sákkari, la cual apenas pudo firmar cuatro juegos, finalizando con marcador de 6-1, 6-3. En dobles junto a su companera Caty McNally perdieron en su segundo partido antes las preclasificadas no.2 Nicole Melichar y Xu Yifan en el super tie-break. 
En el Abierto de Estados Unidos, Gauff fue derrotada en la primera ronda por Anastasija Sevastova. En dobles junto a su companera Caty McNally perdieron en su por segundo torneo consecutivo partido antes Nicole Melichar y Xu Yifan en dos set que se fueron al tie-break. Gauff, 53 del ranking, venció a la número 34 del mundo, Ons Jabeur, en la primera ronda del Masters de Roma antes de perder en tres set ante Garbiñe Muguruza.
En el Torneo de Roland Garros, Gauff derrotó a la novena cabeza de serie y número 13 del mundo, Johanna Konta, en la primera ronda, pero perdió ante la italiana Martina Trevisan en un partido de segunda ronda en el que Gauff cometió 19 dobles faltas, siendo de una de las debilidades más notables de su juego y que la han perseguido a lo largo de los años.
En octubre disputó el Torneo de Ostrava, se clasificó para el cuadro principal tras derrotar a la eslovaca Jana Čepelová derrotó por un contundente 6-1 y 6-0 en 52 minutos de juego y Irina-Camelia Begu. En su debut en el cuadro principal le ganó Kateřina Siniaková en dos set, en los cuartos de final fue derrotada por la n.° 12 del mundo y cabeza de serie no.3, Aryna Sabalenka, en la segunda ronda, finalizando su la temporada con marca 12 victorias y 8 derrotas que le permitieron permanecer en dentro del top-50, ubicándose en el puesto 48.

### 2021: cuartos de final del Abierto de Francia, top 20
Comenzando el año en el puesto número 48 del Ranking WTA, en el Torneo de Abu Dabi 2021, venció a la noruega Ulrikke Eikkeri antes de caer en la siguiente ronda ante Maria Sakkari por 7-5, 6-2. En el Abierto de Australia, en individuales, Gauff venció a Jil Teichmann en la primera ronda, pero cayó en la ronda de 64 ante la quinta cabeza de serie Elina Svitolina, en sets seguidos, en 88 minutos de juego, la europea se impuso por 6-4, 6-3. En dobles, Gauff y McNally fallaron ante Demi Schuurs y Nicole Melichar en los cuartos de final. 
En el Torneo de Adelaida, se deshizo de Kaja Juvan por un marcador de 3-6, 7-5, 6-3, pero no pudo con la segunda cabeza de serie Belinda Bencic después disputarse un partidazo que terminó con marcador de 7-6, 6-7, 6-2.En dobles, formó pareja con la canadiense Sharon Fichman, y cayeron en la primera ronda ante Duan Yingying y Zheng Saisai.  Esta racha la llevó al puesto número 38 en individuales, el mejor de su carrera en ese momento.  
En el Torneo de Dubái 2021 recibió una invitación,Gauff que estaba dominando su partido ante Ekaterina Alexandrova por 5-1 en el tercer set, perdió la ventaja y el set se definió en el tiebreak, donde el marcador llegó a estar 8-8. Una doble falta con match point encendió las alarmas, pero finalmente la estadounidense sacó adelante para superar la primera ronda del WTA 1000 de Dubái. En la siguiente ronda venció por 3-6, 6-0, 6-4 a Markéta Vondroušová. Alcanzó por primera vez los cuartos de final de un torneo WTA 1000 tras derrotar a Tereza Martincová por 6-4, 6-2. No pudo acceder a semifinales tras caer por 6-3, 6-3 contra Jil Teichmann. Tras su gran paso por Dubái pudo alcanza el puesto número 35 en individuales, el mejor de su carrera. 
En marzo, disputó el Torneo de Charleston 2021, debutó con victoria por 6-3 6-0 ante Tsvetana Pironkova, Gauff continuó con su progresión y consiguió un triunfo muy meritorio ante la rusa Liudmila Samsonova en tres set por 4-6 6-1 6-4. Tras vencer en la siguiente ronda a Lauren Davis por 6-2, 7-6(2), no pudo superar a Ons Jabeur perdiendo por doble 6-3. 
A finales de marzo tuvo un paso fugaz por el Masters de Madrid 2021, perdiendo en su debut ante Karolina Pliskova que mostró el carácter ganando por 5-7, 6-3, 6-2. En mayo, Gauff alcanzó la primera semifinal en un WTA 1000 en su carrera en el Masters de Roma 2021. En su debut en el torneo derrotó a Yúliya Putíntseva, ganando un partido ajustado que se fue al tercer set, terminando con marcador de 7-5, 4-6, 6-4. En los octavos de final suma su primera victoria del año ante una tenista del top 10 tras ganarle en dos set por 7-5, 6-3 a la vigente campeona del Masters de Madrid, Aryna Sabalenka. En los cuartos de final, debido a que la entonces número uno, Ashleigh Barty,  después de varias idas y venidas al vestuario debido a la lluvia, y la australiana dominando por 6-4 y 2-1, se retiró por una lesión en el brazo derecho. Como resultado, entró en el top 30 por primera vez. Después de avanzar a las semifinales gauff se aseguró entrar al top 30 del Ranking WTA. En las semifinales perdió ante la eventual campeona, Iga Świątek, por 7-6 (3) y 6-3 en una hora y 48 minutos de juego.
Gauff ganó su segundo título en individuales y su tercer título en dobles (con Caty McNally) en el Torneo de Parma 2021, en su debut en individuales se llevó el partido ante Kaia Kanepi, firmando un gran triunfo por 7-6(6) y 7-6(7).Superó a la local Camila Giorgi  la tercera ronda y en cuarta a su compatriota Amanda Anisimova por un doble 6-3. Contra Kateřina Siniaková en las semifinales se fue hasta el tercer set, imponiéndose por 7-5, 1-6, 6-2, avanzando a su primera final individual de la temporada.  Con 17 años sumó su primer título del año, tras imponerse ante la china Qiang Wang a la cual consiguió derrotar por un contundente e inapelable 6-1 y 6-3, para conquistar de esta manera su segundo título WTA como profesional. Esta victoria le permitió acceder al top 25 del ranking WTA.
para llegar a su segunda Se convirtió en la jugadora más joven en ganar tanto el título en individuales como en dobles en un evento desde que María Sharapova ganó ambos títulos en el Clásico de Birmingham de 2004. De esta manera, Gauff ascendió a un nuevo ranking de su carrera, el número 25 del mundo en individuales y el número 41 en dobles. Se convirtió en la estadounidense más joven en hacer su debut en el top 25 en casi 23 años (desde Serena Williams, el 8 de junio de 1998). 
Gauff, cabeza de serie número 24 del Abierto de Francia (su primera vez como cabeza de serie en un Grand Slam), venció a Aleksandra Krunić y Wang Qiang en sets seguidos, recibió un walkover cuando lideraba un set a cero contra la cabeza de serie número 13 y subcampeona del Abierto de Australia Jennifer Brady, y venció a la cabeza de serie número 25 Ons Jabeur en solo 53 minutos para alcanzar su primer cuarto de final de Grand Slam. Como resultado, se convirtió en la jugadora más joven (17 años, tres meses) en alcanzar los cuartos de final de un Grand Slam desde Nicole Vaidišová en el Torneo de Roland Garros 2006, y la estadounidense más joven en alcanzar los cuartos de final en Roland Garros desde Jennifer Capriati en 1993 y la estadounidense más joven en alcanzar los cuartos de final de cualquier Grand Slam desde que Venus Williams alcanzó la final del Abierto de Estados Unidos de 1997. Posteriormente, Gauff fue eliminada después de perder en sets seguidos ante la eventual campeona, la no cabeza de serie Barbora Krejčíková. Como resultado, alcanzó un nuevo récord personal en el puesto número 23.
En Wimbledon, Gauff alcanzó la cuarta ronda por segunda vez consecutiva derrotando a Elena Vesnina en sets seguidos en 70 minutos,  y a Kaja Juvan en sets seguidos en la tercera ronda. Gauff perdió su siguiente partido ante Angelique Kerber en sets seguidos, eliminándole del torneo.  También alcanzó la tercera ronda en dobles con Caty McNally y como resultado entró en el top 40 en el ranking de dobles en el puesto número 38 el 12 de julio.
A los 17 años, fue seleccionada para los Juegos Olímpicos de Verano de 2020 en Tokio, convirtiéndose en la segunda jugadora estadounidense más joven después de que Jennifer Capriati compitiera a los 16 años en 1992 y la tenista olímpica más joven de cualquier género desde Mario Ančić en 2000.  Sin embargo, dio positivo por COVID-19 y se vio obligada a retirarse. 
En el Masters de Cincinnati, Gauff llegó a la segunda ronda y perdió ante la segunda cabeza de serie y número 2 del mundo, Naomi Osaka. En el Abierto de Estados Unidos, Gauff venció a Magda Linette en la primera ronda, antes de caer ante Sloane Stephens en la siguiente. En el dobles femenino, Gauff y McNally arrasaron en su primera semifinal de Grand Slam sin perder un set y en la final perdieron ante Samantha Stosur y Zhang Shuai.

### 2022: Final del Abierto de Francia, dobles n.º 1
Gauff, cabeza de serie número 18 del Abierto de Australia, perdió en la primera ronda contra Wang Qiang en sets seguidos. En febrero, alcanzó los cuartos de final en el Torneo de Doha 2022 al derrotar a Shelby Rogers, Caroline García y la tercera cabeza de serie Paula Badosa. En los cuartos de final, Gauff perdió ante la sexta cabeza de serie Maria Sakkari. En dobles , Gauff formó pareja con Jessica Pegula para ganar su primer título de dobles WTA 1000, venciendo a la pareja de terceras cabezas de serie de Veronika Kudermetova y Elise Mertens en la final.  Con la victoria, ascendió al puesto número 10 de su carrera en el ranking de dobles el 28 de febrero de 2022.
Gauff alcanzó su primera final de individuales de Grand Slam en el Torneo de Roland Garros 2022, derrotando a Rebecca Marino, Alison Van Uytvanck, Kaia Kanepi, la cabeza de serie número 31 Elise Mertens, Sloane Stephens y Martina Trevisan, antes de perder ante Iga Świątek en sets seguidos.  Llegó a la final en dobles con Jessica Pegula, donde fueron derrotadas por Caroline Garcia y Kristina Mladenovic. Como resultado, aseguró un nuevo récord personal como número 13 del mundo en individuales y el top 5 en dobles.
Después de ganar sus dos primeros partidos en el Campeonato de Wimbledon como cabeza de serie número 11 contra las rumanas no cabeza de serie Elena-Gabriela Ruse y Mihaela Buzărnescu, Gauff perdió en la tercera ronda ante la vigésima Amanda Anisimova en tres sets.  Como resultado, alcanzó un nuevo ranking más alto en su carrera como número 11 del mundo, el 11 de julio.
Sexta cabeza de serie en el Silicon Valley Classic, alcanzó los cuartos de final derrotando a Anhelina Kalinina en la primera ronda, y a continuación a Naomi Osaka, que salvó siete puntos de partido.  En su partido de cuartos de final, tuvo problemas con su servicio y perdió en sets seguidos ante Paula Badosa. 
En el Masters de Canadá, se convirtió en la jugadora más joven en alcanzar cuartos de final consecutivos en Canadá desde Jennifer Capriati en 1990 y 1991. Venció a la sexta cabeza de serie Aryna Sabalenka, un día después de eliminar a la campeona de Wimbledon Elena Rybakina, ganando ambos partidos en un tiebreak en el tercer set. Perdió ante la eventual campeona Simona Halep, en sets seguidos. Tercera cabeza de serie en dobles en el mismo torneo, llegó a semifinales con Pegula derrotando a las quintas cabezas de serie Desirae Krawczyk y Demi Schuurs. Luego derrotaron a Madison Keys y Sania Mirza en las semifinales y a Nicole Melichar y Ellen Perez en la final para ganar su segundo título WTA 1000 juntas. Como resultado, Gauff se convirtió en la jugadora de dobles número uno del mundo. 
En el Abierto de Estados Unidos, alcanzó los cuartos de final de este major por primera vez con victorias sobre la cabeza de serie número 20 Madison Keys y Zhang Shuai convirtiéndose en la mujer estadounidense más joven en lograr esta hazaña desde 2009, cuando Melanie Oudin tenía 17 años . Como resultado, se garantizó un debut entre los 10 primeros en el ranking de individuales en el puesto número 8 del mundo después del torneo.  Posteriormente, Gauff fue derrotada por Caroline García, en sets seguidos.  Segunda cabeza de serie en dobles, Gauff y su compañera Pegula fueron derrotadas en la primera ronda por Leylah Fernández y Daria Saville. 
En octubre, Gauff se convirtió en la jugadora más joven en individuales desde María Sharapova en 2005 en clasificarse para los campeonatos de fin de año de las WTA Finals . Ella y su compañera Jessica Pegula también se clasificaron para los campeonatos de dobles. Gauff y Pegula son las primeras estadounidenses desde Serena y Venus Williams en 2009 en clasificarse para los campeonatos de fin de año tanto de individuales como de dobles.

### 2023: Campeona delAbierto de Estados Unidosindividual
Gauff comenzó su temporada 2023 en el Torneo de Auckland 2023, donde derrotó a Rebeka Masarova en la final en sets seguidos. En el Abierto de Australia , Gauff avanzó a la cuarta ronda, donde perdió ante Jeļena Ostapenko en sets seguidos.  En el Torneo de Doha 2023, Gauff llegó a cuartos de final después de derrotar a la dos veces campeona Petra Kvitová en la segunda ronda.  En el mismo torneo de dobles, Gauff y Jessica Pegula defendieron su título, derrotando a Lyudmyla Kichenok y Jeļena Ostapenko en un partido de tres sets.  En el Torneo de Dubái 2023, Gauff llegó a semifinales al derrotar a Madison Keys en cuartos de final, antes de perder ante Iga Świątek.  En Masters de Indian Wells, Gauff perdió en cuartos de final ante la segunda cabeza de serie y eventual subcampeona, Aryna Sabalenka. En el Masters de Miami, Gauff perdió contra la cabeza de serie número 27 Anastasia Potapova en la tercera ronda. En dobles en el mismo torneo, Gauff ganó su quinto título general y tercer título por equipos WTA 1000 con su compañera Jessica Pegula. Se convirtieron en el primer dúo totalmente estadounidense en ganar el título de dobles del Masters de Miami en 22 años, derrotando a Leylah Fernandez y Taylor Townsend en la final. 
En agosto, Gauff ganó su primer título individual WTA 500 en el Torneo de Washington 2023 tras vencer Hailey Baptiste en su primer partido por 6-1, 6-4, para avanzar a los cuartos de final donde superó a Belinda Bencic por un arrollador 6-1, 6-2, en semifinales venció a Liudmila Samsónova por doble 6-3 para llegar así a su primera final de un torneo WTA 500 donde venció a la cabeza de serie no.4 Maria Sakkari en la final con notable superioridad venció a la griega por 6-2, 6-3, su título individual más importante hasta esa fecha.  Además, se convirtió en la primera adolescente en ganar el torneo.  
Hizo su debut en el  Masters de Cincinnati de 2023 con una victoria ante Mayar Sherif en dos set por doble 6-2, en su siguiente encuentro enfrentó a Linda Nosková ganando el primer set por 6-4 y el segundo sin permitir un juego en contra por 6-0, en su paso por los cuartos de final se enfrentó a la italiana Jasmine Paolini derrotándole por 6-3,6-2  avanzando a la semifinales donde derroto a la número 1 del mundo Iga Świątek por primera vez en su carrera, luego de 7 victorias consecutivas por parte de la polaca, Gauff cedió un set por primera vez en el torneo, siendo el único que perdería durante del torneo.En la final venció a la número 10 del mundo,Karolína Muchová, en la final por 6-3, 6-4 ganando así su torneo más importante hasta el momento y su primer título WTA 1000.
En septiembre, venció en nuevamente a Karolína Muchová esta vez en semifinales,  posteriormente Gauff ganó el Abierto de Estados Unidos, su primer título importante de individuales, venciendo a la número 2 del mundo Aryna Sabalenka en tres sets y convirtiéndose en la primera adolescente estadounidense en ganar el Abierto de Estados Unidosdesde Serena Williams en 1999. Como resultado, alcanzó el número 3 del mundo en el ranking el 11 de septiembre de 2023 y fue nominada en los Laureus World Sports Awards como Revelación del año.
Gauff y Pegula regresaron al puesto número uno del ranking mundial de dobles el 23 de octubre de 2023, después de clasificarse para las Finales WTA de 2023 como pareja y también individualmente, convirtiéndose en las primeras jugadoras en clasificarse en ambas disciplinas en años consecutivos desde Sara Errani en 2012-13.

### 2024: título de individuales de las Finales WTA y dobles del Abierto de Francia
Inició la temporada ganando el Torneo de Auckland 2024, luego de derrotar a Emma Navarro por 6–3, 6–1 en semifinales y a Elina Svitólina en la final por 6–7 (4–7) , 6–3, 6–3.  En el Abierto de Australia 2024, debutó con victoria  en primera ronda contra Anna Karolina Schmiedlová por 6–3, 6–0, en la segunda y tercera ronda se enfrentó a dos compatriotas Carolina Dolehide y Alycia Parks, derrotando a ambas en set corridos. en la cuarta ronda se enfrentó a Magdalena Frech ganando por un abrumador 6-1, 6-2, en los cuartos de final se midió ante la ucraniana Marta Kostyuk ganando el primer set en el tie-break, perdió el segundo set siendo el primero que perdía desde la final en Auckland, ganó el tercer set con comodidad por 6-2. Avanzó por primera vez a la semifinales en Australia donde se enfrentó ante la campeona defensora y no.2 del mundo Aryna Sabalenka cayendo derrota en dos set.
En marzo Gauff disputó el Masters de Indian Wells 2024, debutando en segundo ronda con victoria sobre Clara Burel en tres set, haciendo lo propio ante la italiana Lucia Bronzetti para pasar a cuarta ronda donde derrotó a Elise Mertens por 6–0, 6–2.  Se ganó su espacio en la semifinales tras vencer a Yuan Yue en los cuartos por 6–4, 6–3.  Fue derrotada en tres set ante la no.9 del mundo María Sákkari en tres set.
En el Masters de Roma 2024 alcanzó la semifinal por segunda vez en este torneo y segunda en el nivel WTA 1000 de la temporada derrotando a Magdalena Fręch, Jaqueline Cristian, Paula Badosa y la séptima cabeza de serie Zheng Qinwen. Con la victoria, superó a Caroline Wozniacki como la jugadora con más victorias en WTA 1000 antes de cumplir 21 años. Perdió ante la número uno del mundo Iga Świątek, en sets seguidos. En el mismo torneo, haciendo pareja con Erin Routliffe, alcanzó la final consecutiva en dobles.
En el Torneo de Roland Garros 2024 con Katerina Siniaková como nueva compañera, levantó su primer trofeo de dobles en un torneo de Grand Slam al derrotar a las cabezas de serie no.11, Sara Errani y Jasmine Paolini en la final. En individuales, también en Roland Garros, llegó a semifinales y fue derrotada por la eventual campeona Iga Swiatek, pero a pesar de la derrota alcanzó un nuevo ranking más alto de su carrera como número 2 del mundo en individuales, el 10 de junio de 2024. 
En el Campeonato de Wimbledon de 2024,Gauff cayó en cuarta ronda ante su compatriota Emma Navarro.Gauff fue elegida por sus compañeras de equipo olímpico para ser la abanderada femenina de los Estados Unidos en la ceremonia de apertura de los Juegos Olímpicos de Verano de 2024 en París, junto al jugador de baloncesto LeBron James. Se convirtió en la atleta más joven en recibir tal honor. En individuales, perdió en tercera ronda ante Donna Vekić en sets seguidos.
En el Abierto de Estados Unidos 2024, inició la defensa del título contra la francesa Varvara Grachova ganado sin problema por 6–2, 6–0, en la segunda ronda se enfrentó ante Tatjana Maria superandola 6–4, 6–0, en la siguiente ronda derrotó a Elina Svitólina en tres set, perdería en su siguiente encuentro ante Emma Navarro.
En el Abierto de China de 2024, se convirtió en la campeona más joven  en 14 años después de derrotar a Karolina Muchova en la final. Fue su segundo título WTA 1000 y el octavo título individual de su carrera. Gauff será la segunda campeona estadounidense en Pekín, después de Serena Williams que lo logró en 2004 y 2013.  En Torneo de Wuhan 2024, derrotó a Magda Linette por un 6–0, 6–4 para pasar a semifinales donde se enfrentaría a la número 2 del mundo Aryna Sabalenka, perdiendo en set tres set luego de ganar el primero por 6-1 perdió los dos siguiente por doble 6-4.
El 9 de noviembre de 2024, Gauff ganó el campeonato de individuales de las WTA Finals 2024,  convirtiéndose en la jugadora más joven en ganar el torneo desde María Sharapova en 2004  y la primera estadounidense en ganar las finales desde Serena Williams en 2014.  Venció a Iga Swiatek, la cabeza de serie n.º 2 y campeona defensora de la final de la WTA en Riad. Luego derrotó a la número 1 del mundo Sabalenka en las semifinales y a Zheng Qinwen en la final para ganar su primer título de campeonato de individuales de fin de año. 

### 2025: United Cup y primer Roland Garros
Gauff comenzó la temporada 2025 disputando el torneo United Cup 2025 representado a los Estados Unidos. Derrotó a las representantes de Canadá, Leylah Fernandez, y Croacia, Donna Vekić, haciendo lo mismo en dobles mixto junto a Taylor Fritz. Aseguró el título venciendo a Karolína Muchová en la semifinal y a la número dos mundial Iga Świątek en la final, ambas victorias en sets corridos. En el Abierto de Australia, Gauff avanzó hasta los cuartos de final, donde fue derrotada por Paula Badosa en sets corridos. Después de Australia, Gauff perdió en su debut tanto en Catar como  Dubái, acumulando tres derrotas consecutivas. Posteriormente, alcanzó la cuarta ronda tanto en Indian Wells como en Miami.
Gauff comenzó a recuperar su nivel durante la temporada de tierra batida. Llegó a los cuartos de final del torneo de Stuttgart, donde cedió ante Jasmine Paolini. En su siguiente torneo, el Masters de Madrid, alcanzó su primera final en dicho torneo, cayendo ante la número uno del mundo Aryna Sabalenka. Luego, en el Masters de Roma, volvió a llegar a la final, perdiendo nuevamente ante Paolini.
En Roland Garros, Gauff se convirtió en la mujer más joven en alcanzar la final de los tres torneos más importantes sobre tierra batida —Madrid, Roma y Roland Garros— en un mismo año. Logró ganar su primer Roland Garros contra Sabalenka por dos sets a uno: 6-7(5), 6-2, 6-4. Fue la primera victoria en individuales de Roland Garros para una tenista estadounidense desde Serena Williams en 2015.
En Wimbledon, Gauff perdió su partido de primera ronda ante Dayana Yastremska en sets corridos.

## Estilo de juego y entrenadores
Las superficies favoritas de Gauff son las pistas duras y la arcilla. Aunque muchos analistas la describen como una "contragolpeadora oportunista", ella misma se considera una jugadora de estilo muy agresivo, con un servicio potente. En defensa, aprovecha su atletismo y velocidad para recuperar pelotas difíciles y prolongar los intercambios.
Desde julio de 2023 hasta septiembre de 2024, su entrenador fue Brad Gilbert. Gilbert incentivó a Gauff a usar un golpe con topspin alto y pesado, y también a correr para alcanzar cada pelota en todos los rincones de la cancha.
En septiembre de 2024, Gauff contrató como entrenador a Matt Daly, quien se ha centrado en mejorar su servicio y su golpe de derecha, ajustando el agarre de su raqueta hacia un estilo más cercano al agarre de revés oriental en lugar del más común agarre continental.

## Finales de Grand Slam

### Individual (2 títulos, 1 subcampeonato)
| Resultado | Año  | Campeonato         | Superficie | Oponente en la final | Puntaje          |
| Derrota   | 2022 | Roland Garros      | Arcilla    | Iga Świątek          | 1-6, 3-6         |
| Victoria  | 2023 | Abierto de EE. UU. | Dura       | Aryna Sabalenka      | 2-6, 6-3, 6-2    |
| Victoria  | 2025 | Roland Garros      | Arcilla    | Aryna Sabalenka      | 6-7(5), 6-2, 6-4 |

### Dobles  (1 título, 2 subcampeonatos)
| Resultado | Año  | Campeonato         | Superficie | Pareja             | Oponentes en la final               | Puntaje       |
| Derrota   | 2021 | Abierto de EE. UU. | Dura       | Caty McNally       | Samantha Stosur Shuai Zhang         | 3-6, 6-3, 3-6 |
| Derrota   | 2022 | Roland Garros      | Arcilla    | Jessica Pegula     | Caroline Garcia Kristina Mladenovic | 6-2, 3-6, 2-6 |
| Victoria  | 2024 | Roland Garros      | Arcilla    | Kateřina Siniaková | Sara Errani Jasmine Paolini         | 7-6(5), 6-3   |

## Historial de desempeño
Leyenda
| G | F | SF | CF | #R | RR | C# | NSC | NE | A | ND |

Solo se incluyen en el historial de victorias y derrotas los resultados de los cuadros principales de torneos del circuito de la WTA, Grand Slam, la Copa Billie Jean King Cup (anteriormente Fed Cup), United Cup, Copa Hopman y Juegos Olímpicos.

### Individuales
| Torneos de Grand Slam       |      |      |      |       |       |       |       |       |                       |                       |                       |                       |
| Abierto de Australia        | A    | A    | 4R   | 2R    | 1R    | 4R    | SF    | CF    | 0 / 6                 | 16-6                  | 73%                   |                       |
| Roland Garros               | A    | C2   | 2R   | CF    | F     | CF    | SF    | G     | 1 / 6                 | 27-5                  | 84%                   |                       |
| Wimbledon                   | A    | 4R   | ND   | 4R    | 3R    | 1R    | 4R    | 1R    | 0 / 6                 | 11-6                  | 65%                   |                       |
| Abierto de EE. UU.          | C1   | 3R   | 1R   | 2R    | CF    | G     | 4R    |       | 1 / 6                 | 17-5                  | 77%                   |                       |
| Ganados-Perdidos            | 0-0  | 5-2  | 4-3  | 9-4   | 12-4  | 14-3  | 16-4  | 11-2  | 2 / 24                | 71-22                 | 76%                   |                       |
| Campeonatos de fin de año   |      |      |      |       |       |       |       |       |                       |                       |                       |                       |
| WTA Finals                  | NSC  | NSC  | ND   | NSC   | RR    | SF    | G     |       | 1 / 3                 | 6-6                   | 50%                   |                       |
| Representación nacional     |      |      |      |       |       |       |       |       |                       |                       |                       |                       |
| Juegos Olímpicos            | ND   | ND   | ND   | A     | ND    | ND    | 3R    | ND    | 0 / 1                 | 2-1                   | 67%                   |                       |
| Copa Billie Jean King       | A    | A    | A    | A     | RR    | FC    | A     |       | 0 / 1                 | 1-1                   | 50%                   |                       |
| Torneos WTA 1000            |      |      |      |       |       |       |       |       |                       |                       |                       |                       |
| Catar                       | A    | NTI  | A    | NTI   | CF    | NTI   | 2R    | 2R    | 0 / 3                 | 3-3                   | 50%                   |                       |
| Dubái                       | NTI  | A    | NTI  | CF    | NTI   | SF    | CF    | 2R    | 0 / 4                 | 7-4                   | 64%                   |                       |
| Indian Wells                | A    | A    | ND   | 3R    | 3R    | CF    | SF    | 4R    | 0 / 5                 | 11-5                  | 69%                   |                       |
| Miami                       | A    | 2R   | ND   | 2R    | 4R    | 3R    | 4R    | 4R    | 0 / 6                 | 8-6                   | 57%                   |                       |
| Madrid                      | A    | A    | ND   | 1R    | 3R    | 3R    | 4R    | F     | 0 / 5                 | 10-5                  | 64%                   |                       |
| Roma                        | A    | A    | 2R   | SF    | 3R    | 3R    | SF    | F     | 0 / 6                 | 17-6                  | 74%                   |                       |
| Canadá                      | A    | A    | ND   | CF    | CF    | CF    | 3R    |       | 0 / 4                 | 8-4                   | 67%                   |                       |
| Cincinnati                  | A    | A    | 1R   | 2R    | 1R    | G     | 2R    |       | 1 / 5                 | 6-4                   | 60%                   |                       |
| Guadalajara                 | ND   | ND   | ND   | ND    | CF    | A     | NTI   | NTI   | 0 / 1                 | 2-1                   | 67%                   |                       |
| Pekín                       | A    | A    | ND   | ND    | ND    | SF    | G     |       | 1 / 2                 | 10-1                  | 91%                   |                       |
| Wuhan                       | A    | A    | ND   | ND    | ND    | ND    | SF    |       | 0 / 1                 | 3–1                   | 75%                   |                       |
| Ganados-Perdidos            | 0-0  | 1-1  | 1-2  | 11-7  | 15-8  | 19-7  | 24-9  | 14-6  | 2 / 36                | 85-40                 | 68%                   |                       |
| Estadísticas de carrera     |      |      |      |       |       |       |       |       |                       |                       |                       |                       |
| Año                         | 2018 | 2019 | 2020 | 2021  | 2022  | 2023  | 2024  | 2025  | Títulos               | G-P                   | %                     |                       |
| Torneos jugados             | 0    | 6    | 8    | 17    | 20    | 19    | 19    | 11    | Total de carrera: 100 | Total de carrera: 100 | Total de carrera: 100 | Total de carrera: 100 |
| Títulos ganados             | 0    | 1    | 0    | 1     | 0     | 4     | 3     | 1     | Total de carrera: 10  | Total de carrera: 10  | Total de carrera: 10  | Total de carrera: 10  |
| Finales disputadas          | 0    | 1    | 0    | 1     | 1     | 4     | 3     | 3     | Total de carrera: 13  | Total de carrera: 13  | Total de carrera: 13  | Total de carrera: 13  |
| Total de ganados-perdidos   | 0-0  | 11-5 | 10-8 | 34-16 | 38-23 | 51-16 | 54-17 | 31-10 | 10 / 100              | 229–95                | 71%                   |                       |
| % de victorias              | –    | 69%  | 56%  | 68%   | 62%   | 76%   | 76%   | 76%   | Total de carrera: 71% | Total de carrera: 71% | Total de carrera: 71% |                       |
| Clasificación de fin de año | 875  | 68   | 48   | 22    | 7     | 3     | 3     |       | Más alta: 2           | Más alta: 2           | Más alta: 2           |                       |

### Dobles
| Torneos de Grand Slam       |      |      |       |       |       |      |      |                       |                       |                       |                      |
| Abierto de Australia        | A    | CF   | CF    | 1R    | SF    | A    | A    | 0 / 4                 | 10-4                  | 71%                   |                      |
| Roland Garros               | 1R   | 3R   | 1R    | F     | SF    | G    | A    | 1 / 6                 | 17-5                  | 77%                   |                      |
| Wimbledon                   | A    | ND   | 3R    | A     | CF    | 3R   | A    | 0 / 3                 | 7-3                   | 70%                   |                      |
| Abierto de Estados Unidos   | 3R   | 2R   | F     | 1R    | CF    | A    |      | 0 / 5                 | 11-5                  | 69%                   |                      |
| Estadísticas de carrera     |      |      |       |       |       |      |      |                       |                       |                       |                      |
| Año                         | 2019 | 2020 | 2021  | 2022  | 2023  | 2024 | 2025 | Títulos               | G-P                   | %                     |                      |
| Torneos jugados             | 5    | 7    | 18    | 15    | 15    | 8    | 2    | Total de carrera: 70  | Total de carrera: 70  | Total de carrera: 70  | Total de carrera: 70 |
| Títulos ganados             | 2    | 0    | 1     | 3     | 2     | 1    | 0    | Total de carrera: 9   | Total de carrera: 9   | Total de carrera: 9   | Total de carrera: 9  |
| Finales disputadas          | 2    | 0    | 2     | 5     | 4     | 2    | 0    | Total de carrera: 15  | Total de carrera: 15  | Total de carrera: 15  | Total de carrera: 15 |
| Total ganados-perdidos      | 12-3 | 10-7 | 25-16 | 27-14 | 36-12 | 18-7 | 4-2  | 9 / 70                | 132-59                | 69%                   |                      |
| % de victorias              | 80%  | 59%  | 61%   | 66%   | 75%   | 72%  | 67%  | Total de carrera: 69% | Total de carrera: 69% | Total de carrera: 69% |                      |
| Clasificación de fin de año | 78   | 45   | 21    | 4     | 3     | 22   |      | Más alta: 1           | Más alta: 1           | Más alta: 1           |                      |

## Premios y nominaciones
| Año  | Premio                          | Nominado   | Categoría                    | Resultado | Ref.    |
| ---- | ------------------------------- | ---------- | ---------------------------- | --------- | ------- |
| 2025 | Nickelodeon Kids' Choice Awards | Coco Gauff | Deportista femenina favorita | Nominada  | [ 146 ] |